# Міллерсбург (Айова)
Міллерсбург (англ. Millersburg) — місто (англ. city) в США, в окрузі Айова штату Айова. Населення — 135 осіб (2020).

## Географія
Міллерсбург розташований за координатами 41°34′23″ пн. ш. 92°9′33″ зх. д. / 41.57306° пн. ш. 92.15917° зх. д. (41.573172, -92.159164).  За даними Бюро перепису населення США в 2010 році місто мало площу 0,35 км², уся площа — суходіл.

## Демографія
Згідно з переписом 2010 року, у місті мешкало 159 осіб у 72 домогосподарствах у складі 44 родин. Густота населення становила 454 особи/км².  Було 81 помешкання (231/км²).
Расовий склад населення:
| - 98,7 % — білих |

До двох чи більше рас належало 1,3 %. Частка іспаномовних становила 1,9 % від усіх жителів.
За віковим діапазоном населення розподілялося таким чином: 18,9 % — особи молодші 18 років, 65,4 % — особи у віці 18—64 років, 15,7 % — особи у віці 65 років та старші. Медіана віку мешканця становила 47,5 року. На 100 осіб жіночої статі у місті припадало 91,6 чоловіків;  на 100 жінок у віці від 18 років та старших — 98,5 чоловіків також старших 18 років.
Середній дохід на одне домашнє господарство  становив 51 847 доларів США (медіана — 52 857), а середній дохід на одну сім'ю — 62 002 долари (медіана — 52 125). Медіана доходів становила 43 750 доларів для чоловіків та 27 159 доларів для жінок. За межею бідності перебувало 15,2 % осіб, у тому числі 26,3 % дітей у віці до 18 років та 37,5 % осіб у віці 65 років та старших.
Цивільне працевлаштоване населення становило 115 осіб. Основні галузі зайнятості: освіта, охорона здоров'я та соціальна допомога — 21,7 %, будівництво — 16,5 %, виробництво — 10,4 %, сільське господарство, лісництво, риболовля — 10,4 %.